# Schlosskirche Rastatt

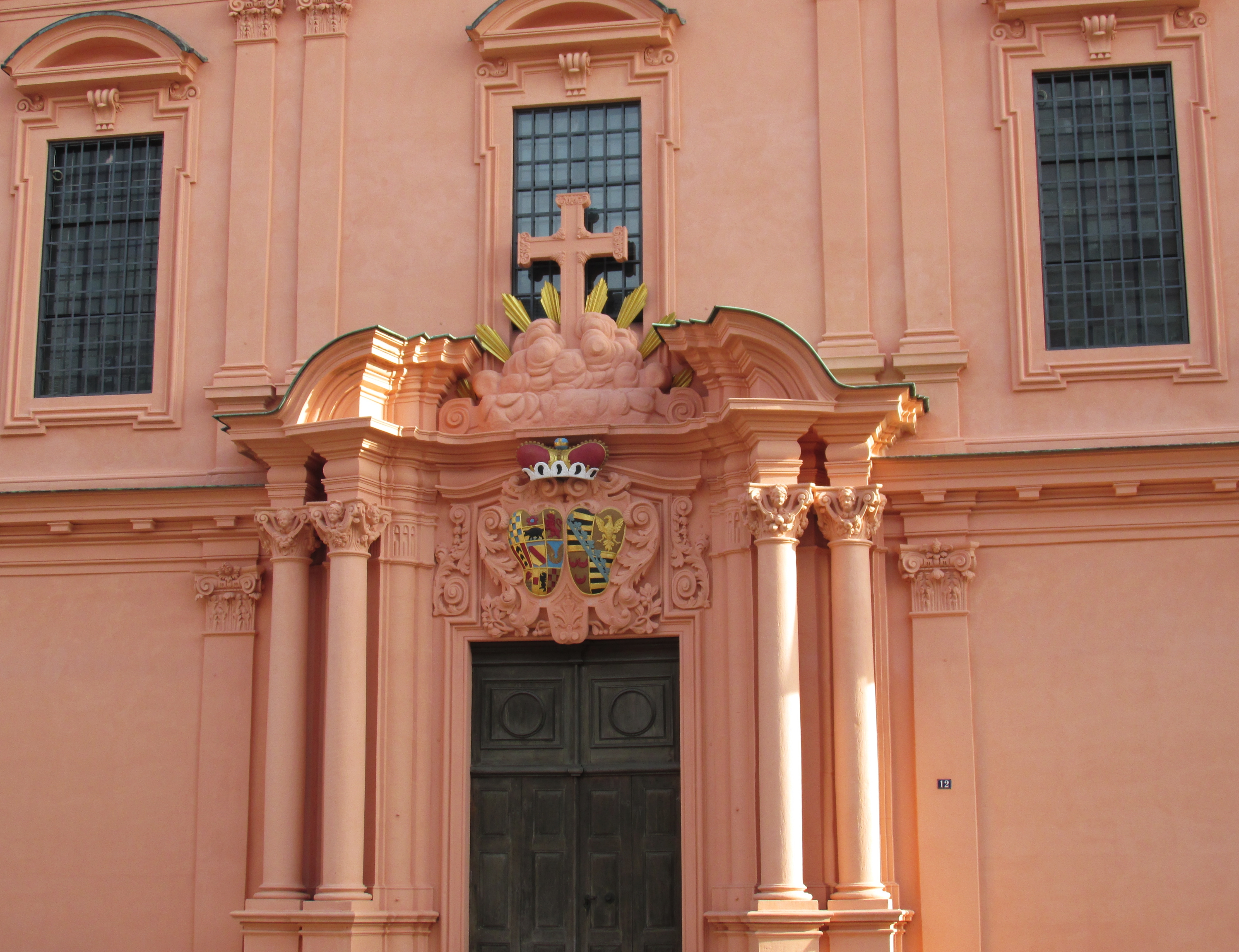
Schlosskirche Rastatt, Portal

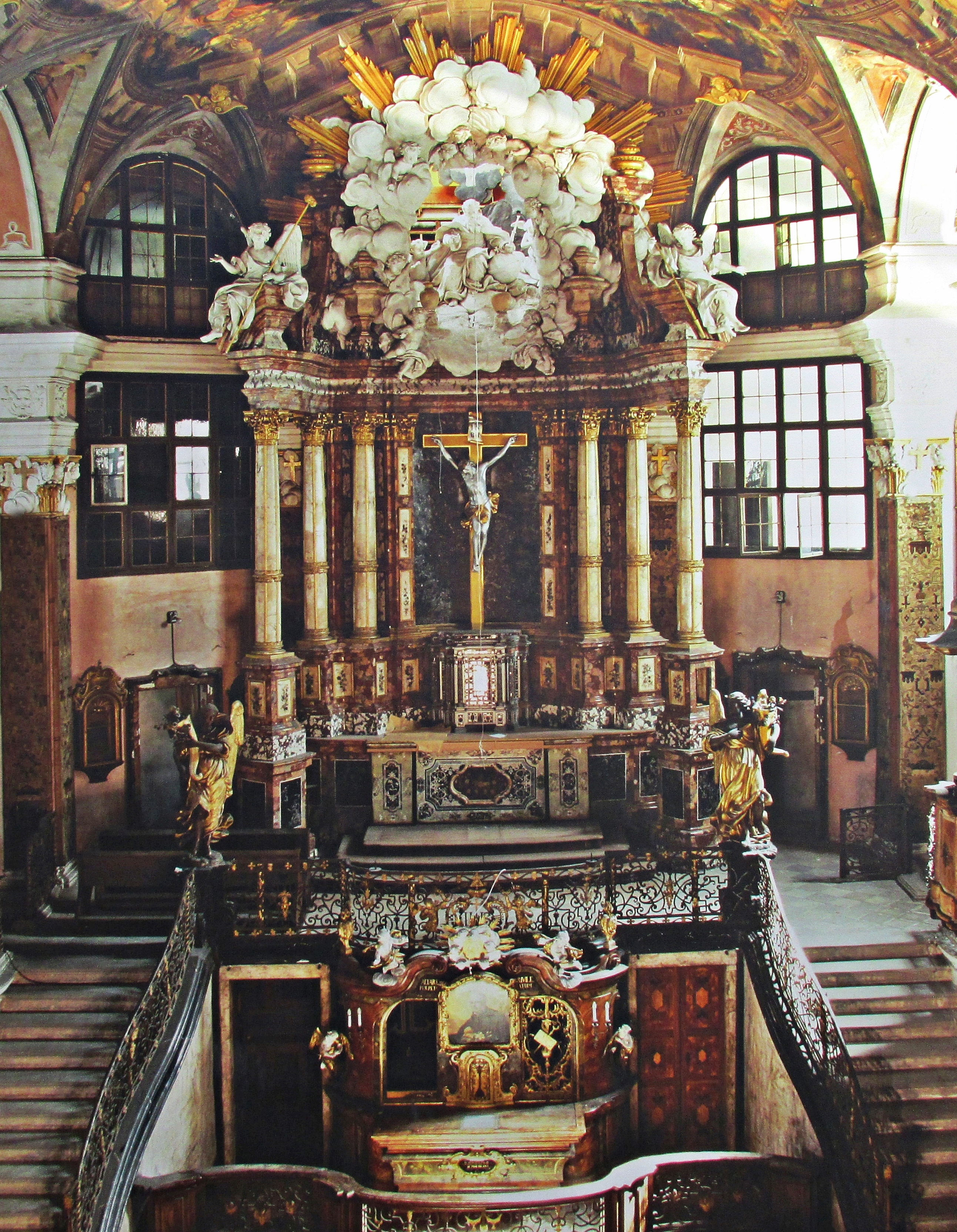
Innenraum

Die Schlosskirche Rastatt, Kirche zum Heiligen Kreuz, wurde 1720 bis 1723 in den Räumen des Rastatter Residenzschlosses im Auftrag von Sibylla Augusta von Baden-Baden in unmittelbarer Nähe ihrer Privatgemächer errichtet. In dem Gebäude befindet sich in unmittelbarer Nachbarschaft außerdem eine 1719 errichtete Heilige Stiege.

## Geschichte und Ausstattung
Der Kirchenbau von Johann Michael Ludwig Rohrer ordnet sich von außen gänzlich in die Schlossanlage ein, so dass die Kirche von außen nicht als solche zu erkennen ist. Sie ist wie das Schloss mit einem Grubendach versehen, um einem italienischen Palastblock zu ähneln. Bei einem solchen Dach sind die Dachflächen zur Hälfte nach innen geneigt, um die Firsthöhe zu reduzieren. Die Entwässerung der innenliegenden Dachflächen erfolgt durch den Dachraum.
Die Innenausstattung der Kirche entstand unter der Leitung von Franz Pfleger im Stil des Rokoko. Besonderheiten des Innenraums sind die Textilausstattung und die von innen beleuchtbaren Säulen des Hochaltars. So war die Kirche mit drei Sätzen von je 28 Pilasterbehängen ausgestattet, die aus Seidenmoiré mit aufwendigen Paramentstickereien und Metallapplikationen gefertigt waren. Von den drei Sätzen in Weiß, Gold und Rot ist nur der weiße Festtagssatz, farblich stark verblichen, erhalten. Dieser Satz ist heute wieder in der Kirche, originalgetreu auf den Pilastern befestigt, zu sehen. Die drei Millimeter dicken Alabastersäulen des Hochaltars konnten durch Öllampen, die in eine Art Pater-Noster-Konstruktion eingehängt waren, zu den Hochfesten beleuchtet werden, was im Volksmund als „Rastatter Lichterwunder“ bezeichnet wurde. Die Beleuchtung erfolgt heute elektrisch.
Das Patrozinium der Kirche zum Hl. Kreuz bestimmt das Hauptthema der Gewölbemalereien, so zeigt das Deckengemälde von Johann Hiebel u. a. die Auffindung des Heiligen Kreuzes durch die Heilige Helena. Sybilla Augusta wählte die Kirche als ihre Grablege. Der Zugang zur Gruft befindet sich neben dem Altar der Nepomukkapelle unter der Orgelempore links des Eingangs.
In gläsernen Schausärgen der Kirche ruhen die Skelette der Heiligen Theodora und Theodor, welche die badische Markgräfin Sibylla Augusta bei einer Reise nach Rom von Papst Clemens XI. erhielt.

## Renovierung
Nachdem die Kirche 1990 in den Besitz des Landes Baden-Württemberg gelangte, wurde sie 1993 geschlossen. Nach langer Schließung und elf Jahren umfangreicher und aufwändiger Sanierung ist sie seit 2017 im Rahmen von Führungen wieder für die Öffentlichkeit zugänglich. Aufwändig waren bei der Sanierung u. a. die durch das Grubendach bedingten Wasserschäden und statischen Mängel sowie die bestmögliche Erhaltung der Textilausstattung.

## Gottesdienste und Konzerte
Seit der Wiedereröffnung der Kirche werden in unregelmäßigen Abständen Gottesdienste gefeiert, zum Beispiel am Titularfest oder am Gedenktag von Markgräfin Sibylla Augusta.
Außerdem finden Orgelkonzerte statt, insbesondere der Barockmusik.